# Hemiphyllodactylus
Hemiphyllodactylus is een geslacht van hagedissen dat behoort tot de gekko's (Gekkota) en de familie Gekkonidae.

## Naam en indeling
De wetenschappelijke naam van de groep werd voor het eerst voorgesteld door Pieter Bleeker in 1860. De hagedissen werden eerder aan andere geslachten toegekend, zoals Lepidodactylus, Cainodactylus en Gehyra. Er zijn 49 soorten inclusief dertien soorten die pas sinds 2020 bekend zijn en de soort Hemiphyllodactylus zalonicus is voor het eerst in 2021 wetenschappelijk beschreven.
De geslachtsnaam Hemiphyllodactylus betekent vrij vertaald 'halve blad-teen'.

## Verspreiding en habitat
De hagedissen komen voor in delen van Azië en leven in de landen en deelgebieden India, Sri Lanka, Indonesië, Thailand, Maleisië, Singapore, Oceanië, Myanmar, Filipijnen, China, Taiwan, Papoea-Nieuw-Guinea, Nieuw-Caledonië, Loyaliteitseilanden, Tonga, Marquesaseilanden, Genootschapseilanden, Salomonseilanden, Fiji, Mauritius, Cambodja, Palau, Myanmar, Laos, Vietnam, Réunion en Rodrigues, de soort Hemiphyllodactylus typus is geïntroduceerd in Japan en de Verenigde Staten (Hawaï). De habitat bestaat uit vochtige tropische en subtropische bossen, zowel in laaglanden als in bergstreken, en in rotsige omgevingen. Ook in door de mens aangepaste streken zoals landelijke tuinen en stedelijke gebieden kunnen de dieren worden aangetroffen.

## Beschermingsstatus
Door de internationale natuurbeschermingsorganisatie IUCN is aan zeventien soorten een beschermingsstatus toegewezen. Negen soorten worden beschouwd als 'veilig' (Least Concern of LC), vier soorten als 'onzeker' (Data Deficient of DD), twee soorten als 'gevoelig' (Near Threatened of NT) en een soort als 'kwetsbaar' (Vulnerable of VU). De soort Hemiphyllodactylus titiwangsaensis ten slotte wordt gezien als 'bedreigd' (Endangered of EN).

## Soorten
Het geslacht omvat de volgende soorten, met de auteur en het verspreidingsgebied.
| Naam                               | Auteur                                                                                           | Verspreidingsgebied |
| ---------------------------------- | ------------------------------------------------------------------------------------------------ | --- |
| Hemiphyllodactylus arakuensis      | Agarwal, Khandekar, Giri, Ramakrishnan, & Karanth, 2019                                          | India |
| Hemiphyllodactylus aurantiacus     | Beddome, 1870                                                                                    | India |
| Hemiphyllodactylus banaensis       | Ngo Van Tri, Grismer, Thai & Wood, 2014                                                          | Vietnam |
| Hemiphyllodactylus bintik          | Grismer, Wood Jr, Anuar, Quah, Muin, Onn, Sumarli & Loredo, 2015                                 | Maleisië |
| Hemiphyllodactylus bonkowskii      | Nguyen, Do, Ngo, Pham, Pham, Le, & Ziegler, 2020                                                 | Vietnam |
| Hemiphyllodactylus changningensis  | Guo, Zhou, Yan & Li, 2015                                                                        | China |
| Hemiphyllodactylus chiangmaiensis  | Grismer, Wood & Cota, 2014                                                                       | Thailand |
| Hemiphyllodactylus cicak           | Cobos, Grismer, Wood, Quah, Anuar, & Muin, 2016                                                  | Maleisië |
| Hemiphyllodactylus dupanglingensis | Zhang, Qian, & Yang, 2020                                                                        | China |
| Hemiphyllodactylus dushanensis     | Zhou & Liu, 1981                                                                                 | China |
| Hemiphyllodactylus engganoensis    | Grismer, Riyanto, Iskandar & McGuire, 2014                                                       | Indonesië |
| Hemiphyllodactylus flaviventris    | Sukprasert, Sutthiwises, Lauhachinda, & Taksintum, 2018                                          | Thailand |
| Hemiphyllodactylus ganoklonis      | Zug, 2010                                                                                        | Palau |
| Hemiphyllodactylus harterti        | Werner, 1900                                                                                     | Maleisië |
| Hemiphyllodactylus hongkongensis   | Sung, Lee, Ng, Zhang, & Yang, 2018                                                               | China |
| Hemiphyllodactylus huishuiensis    | Yan, Lin, Guo, Li, & Zhou, 2016                                                                  | China |
| Hemiphyllodactylus indosobrinus    | Yan, Lin, Guo, Li, & Zhou, 2016                                                                  | Laos |
| Hemiphyllodactylus insularis       | Taylor, 1918                                                                                     | Filipijnen |
| Hemiphyllodactylus jinpingensis    | Zhou & Liu, 1981                                                                                 | China |
| Hemiphyllodactylus jnana           | Zhou & Liu, 1981                                                                                 | India |
| Hemiphyllodactylus khlonglanensis  | Sukprasert, Sutthiwises, Lauhachinda, & Taksintum, 2018                                          | Thailand |
| Hemiphyllodactylus kiziriani       | Nguyen, Botov, Le Duc, Nophaseud, Zug, Bonkowski & Ziegler, 2014                                 | Laos |
| Hemiphyllodactylus kolliensis      | Agarwal, Khandekar, Giri, Ramakrishnan, & Karanth, 2019                                          | India |
| Hemiphyllodactylus kyaiktiyoensis  | Grismer, Wood, Quah, Thura, Oaks, & Lin, 2020                                                    | Myanmar |
| Hemiphyllodactylus larutensis      | Boulenger, 1900                                                                                  | Maleisië |
| Hemiphyllodactylus linnwayensis    | Grismer, Wood, Quah, Thura, Oaks, & Lin, 2020                                                    | Myanmar |
| Hemiphyllodactylus longlingensis   | Zhou & Liu, 1981                                                                                 | China |
| Hemiphyllodactylus margarethae     | Brongersma, 1931                                                                                 | Indonesië |
| Hemiphyllodactylus minimus         | Mohapatra, Khandekar, Dutta, Mahapatra & Agarwal, 2020                                           | India |
| Hemiphyllodactylus montawaensis    | Grismer, Wood, Thura, Zin, Quah, Murdoch, Grismer, Li, Kyaw, & Lwin, 2017                        | Myanmar |
| Hemiphyllodactylus nahangensis     | Do, Pham, Phan, Le, Ziegler, & Nguyen, 2020                                                      | Vietnam |
| Hemiphyllodactylus ngocsonensis    | Nguyen, Do, Ngo, Pham, Pham, Le, & Ziegler, 2020                                                 | Vietnam |
| Hemiphyllodactylus ngwelwini       | Grismer, Wood, Quah, Thura, Oaks, & Lin, 2020                                                    | Myanmar |
| Hemiphyllodactylus nilgiriensis    | Agarwal, Bauer, Pal, Srikanthan, & Khandekar, 2020                                               | India |
| Hemiphyllodactylus pardalis        | Grismer, Yushchenko, Pawangkhanant, Naiduangchan, Nazarov, Orlova, Suwannapoom, & Poyarkov, 2020 | Thailand |
| Hemiphyllodactylus peninsularis    | Agarwal, Bauer, Pal, Srikanthan, & Khandekar, 2020                                               | India |
| Hemiphyllodactylus pinlaungensis   | Grismer, Wood, Quah, Thura, Oaks, & Lin, 2020                                                    | Myanmar |
| Hemiphyllodactylus serpispecus     | Eliades, Phimmachak, Sivongxay, Siler, & Stuart, 2019                                            | Laos |
| Hemiphyllodactylus tehtarik        | Grismer, Wood Jr, Anuar, Muin, Quah, McGuire, Brown, Van Tri & Thai, 2013                        | Maleisië |
| Hemiphyllodactylus titiwangsaensis | Zug, 2010                                                                                        | Maleisië |
| Hemiphyllodactylus tonywhitteni    | Grismer, Wood, Thura, Zin, Quah, Murdoch, Grismer, Li, Kyaw, & Lwin, 2017                        | Myanmar |
| Hemiphyllodactylus typus           | Bleeker, 1860                                                                                    | India, Sri Lanka, Indonesië, Thailand, Maleisië, Singapore, Oceanië, Myanmar, Filipijnen, China, Taiwan, Papoea-Nieuw-Guinea, Nieuw-Caledonië, Loyaliteitseilanden, Tonga, Marquesaseilanden, Genootschapseilanden, Salomonseilanden, Fiji, Mauritius, Réunion en Rodrigues, geïntroduceerd in Japan en de Verenigde Staten (Hawaï) |
| Hemiphyllodactylus uga             | Grismer, Wood, Thura, Zin, Quah, Murdoch, Grismer, Li, Kyaw, & Lwin, 2018                        | Myanmar |
| Hemiphyllodactylus yunnanensis     | Boulenger, 1903                                                                                  | China, Cambodja, Myanmar, Laos, Thailand, Vietnam |
| Hemiphyllodactylus ywanganensis    | Grismer, Wood, Thura, Zin, Quah, Murdoch, Grismer, Li, Kyaw, & Lwin, 2018                        | Myanmar |
| Hemiphyllodactylus zalonicus       | Grismer, Chit, Pawangkhanant , Nazarov , Zaw, & Poyarkov, 2021                                   | Myanmar |
| Hemiphyllodactylus zayuensis       | Jiang, Wang, & Che, 2020                                                                         | China |
| Hemiphyllodactylus zugi            | Nguyen, Lehmann, Le Duc, Duong, Bonkowski & Ziegler, 2013                                        | Vietnam, mogelijk in China |
| Hemiphyllodactylus zwegabinensis   | Grismer, Wood, Quah, Thura, Oaks, & Lin, 2020                                                    | Myanmar |